# مارتیال کلستین
مارتیال کلستین (انگلیسی: Martial Célestin؛ زادهٔ ۴ اکتبر ۱۹۱۳ – درگذشتهٔ ۴ فوریه ۲۰۱۱) یک سیاست‌مدار اهل هائیتی بود.